# Naomi Schiff
Naomi Schiff (Anversa, 18 maggio 1994) è una pilota automobilistica ruandese con cittadinanza belga.
Ha debuttato nella prima stagione delle W Series con la scuderia britannica Hitech Grand Prix. Dal 2020 è ambasciatrice della diversità ed inclusione. Nel 2022 partecipa come analista nel programma Any Driven Monday di Sky Sports F1.

## Risultati

### Riepilogo
| Stagione | Serie                            | Team                  | Gare              | Vittorie          | Pole              | GPV               | Podi              | Punti             | Pos.              |
| -------- | -------------------------------- | --------------------- | ----------------- | ----------------- | ----------------- | ----------------- | ----------------- | ----------------- | ----------------- |
| 2010     | Formula Volkswagen South Africa  | Terry Moss Racing     | 6                 | 0                 | 0                 | 0                 | 0                 | 7                 | 17º               |
| 2013     | Asian Formula Renault Series     | FRD Racing Team       | 2                 | 0                 | 0                 | 0                 | 0                 | 24                | 11º               |
| 2013     | Ferrari Challenge Asia-Pacific   |                       | 2                 | 0                 | 0                 | 0                 | 0                 | 2                 | 14º               |
| 2013     | Clio Cup China Series            |                       | 4                 | 2                 | 3                 | 3                 | 3                 | 98                | 7º                |
| 2013     | Supercar Challenge - SR3         | GH Motorsport         | 2                 | 0                 | 0                 | 0                 | 0                 | 20                | 11º               |
| 2013     | Eurocup Formula Renault 2.0      | RC Formula            | 1                 | 0                 | 0                 | 0                 | 0                 | 0                 | 36º               |
| 2014     | Clio Cup China Series            |                       | 10                | 7                 | 7                 | 8                 | 9                 | 318               | 1º                |
| 2014     | 24 Ore di Zolder - Classe 2      | Team Shadow-Leplan GT | 1                 | 0                 | 0                 | 0                 | 1                 | -                 | 2º                |
| 2014     | Supercar Challenge - SR3         | Radical Benelux       | 1                 | 1                 | 0                 | 0                 | 1                 | 0                 | NC†               |
| 2015     | Blancpain GT Sports Club         | Reiter Engineering    | 2                 | 0                 | 0                 | 0                 | 0                 | 10                | 11º               |
| 2016     | GT4 European Series              | RYS Team KISKA        | 2                 | 0                 | 0                 | 0                 | 0                 | 0                 | 33º               |
| 2017     | GT4 European Series Northern Cup | RYS Team WP           | 8                 | 0                 | 0                 | 0                 | 0                 | 14                | 28º               |
| 2017     | 24H Series - SP3-GT4             | Reiter Engineering    | 1                 | 0                 | 0                 | 0                 | 0                 | 0                 | 16º               |
| 2018     | 24H GT Series - SPX              | True Racing           | 1                 | 0                 | 0                 | 0                 | 1                 | 0                 | NC†               |
| 2018     | 24 Ore del Nürburgring - Cup X   | True Racing           | 1                 | 0                 | 0                 | 0                 | 1                 | -                 | 2º                |
| 2019     | W Series                         | Hitech GP             | 6                 | 0                 | 0                 | 0                 | 0                 | 2                 | 16º               |
| 2021     | W Series                         | Hitech GP             | Pilota di riserva | Pilota di riserva | Pilota di riserva | Pilota di riserva | Pilota di riserva | Pilota di riserva | Pilota di riserva |

† In quanto pilota ospite, Schiff non aveva diritto ad ottenere punti.